# Kerkeindse Heide
De Kerkeindse Heide is een ontginnings- en natuurgebied ten zuiden van Berkel-Enschot en ten westen van Moergestel. Een deel van het gebied is eigendom van de Stichting Brabants Landschap en maakt deel uit van de beheerseenheid Oude Hondsberg, Ter Braakloop en Galgeven.
Het was oorspronkelijk een heidegebied dat in het begin van de 20e eeuw werd ontgonnen. Het gebied werd beplant met naaldhout, maar enkele heidegebieden zijn bewaard gebleven. Toen werd ook de Braakloop vergraven om het gebied af te wateren en is de modelboerderij De Eendracht gesticht. Later is het gebied in tweeën gedeeld door de aanleg van een autosnelweg.
In de vochtige heiderestanten treft men klokjesgentiaan en gagel aan. Ook leven daar vinpootsalamander, kamsalamander en heikikker, naast vier andere soorten amfibieën. Er is een grote populatie van levendbarende hagedis en ook het heideblauwtje komt er voor. Het beheer is gericht op het aanbrengen van kleinschalige variatie.
Het gebied wordt ten noorden begrend door Galgeven, ten westen door het landbouwgebied van Abdij Koningshoeven, ten oosten door een landbouwontginning, ten zuiden door het Wilhelminakanaal en de Beekse Bergen.
Tot het gebied behoren tevens de landgoederen Dennenhoef en Zonnewende, welke parkbossen met exotische boomsoorten omvatten.